# Hippolyte Marius Galy
Hippolyte Marius Galy né le 28 octobre 1847 à Alger (Algérie) et mort le 25 mars 1929 à Paris est un sculpteur, médailleur et peintre français.

## Biographie
Élève de l'École des beaux-arts de Paris, Hippolyte Marius Galy est élève d'Auguste Dumont (1801-1884) en sculpture et de Fernand Cormon (1845-1924) en peinture. Il est sociétaire de la Société des artistes français en 1891. Il réalise plusieurs maquettes et de nombreuses sculpture pour les palais et les constructions des expositions universelles de Paris. De sa vie au pays basque, il rapporte de nombreux tableaux.
Il meurt le 25 mars 1929 à son domicile au 24, rue Sarrette dans le 14e arrondissement de Paris.

## Œuvres dans les collections publiques
- Basse-Terre : La Nation Victorieuse, monument aux morts inauguré le 15 juillet 1926 place centrale sur le Champ d'Arbaud, l'allégorie tient un drapeau et passe un bras protecteur autour d'un soldat, l'ouvrage est surplombé par le Coq.
- Papeete : Monument aux morts
- Corbigny : Monument aux morts, inauguré le 2 novembre 1922. avec le Coq surplombant la colonne.
- Guingamp : Monument aux morts, 1924, pierre.
- Montluçon : Monument aux morts, 1922, pierre, variante de celui de Guingamp. Monument élevé par souscription publique, mère éploré offrant un sein nu à l'enfant perdu, symbolisé par un casque, elle retient de son autre main une couronne de fleurs. sous la sculpture est inscrit : « mons lucens inter montes » (« La montagne lumineuse parmi les montagnes »), situé sur le vaste mail devant la gare.
- Pointe-à-Pitre, place de la Victoire : La Douloureuse de la Pointe-à-Pitre, monument aux morts, marbre de Carrare, inauguré le 12 novembre 1925[5]. Sur le piédestal est inscrit « Karukera »,  nom amérindien de l'île.
- Vieux-Habitants : Monument aux morts, obélisque avec médaillon d'un poilu et un coq au sommet du monument[6].

Œuvres d'Hippolyte Marius Galy
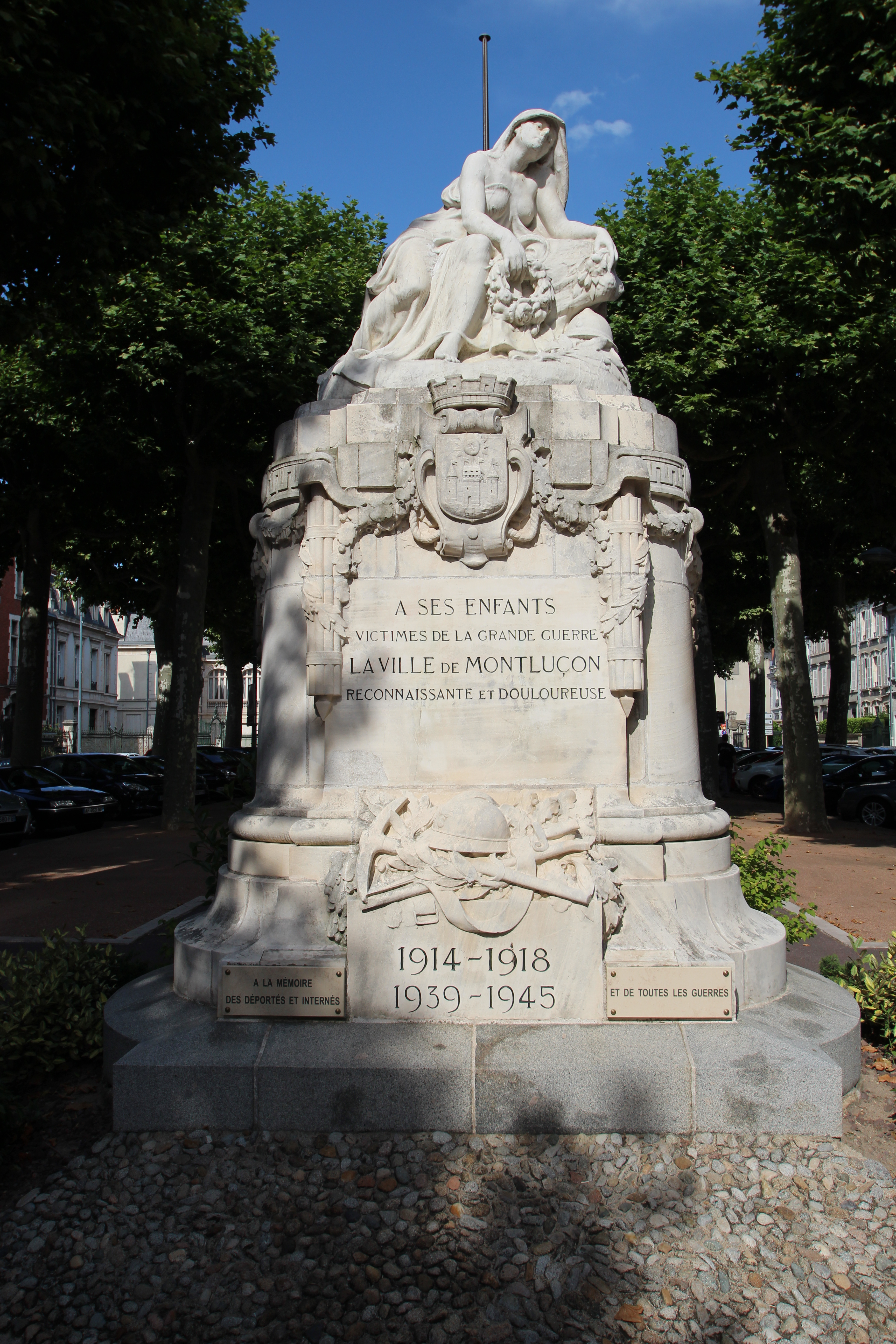
Monument aux morts de Montluçon (1922).
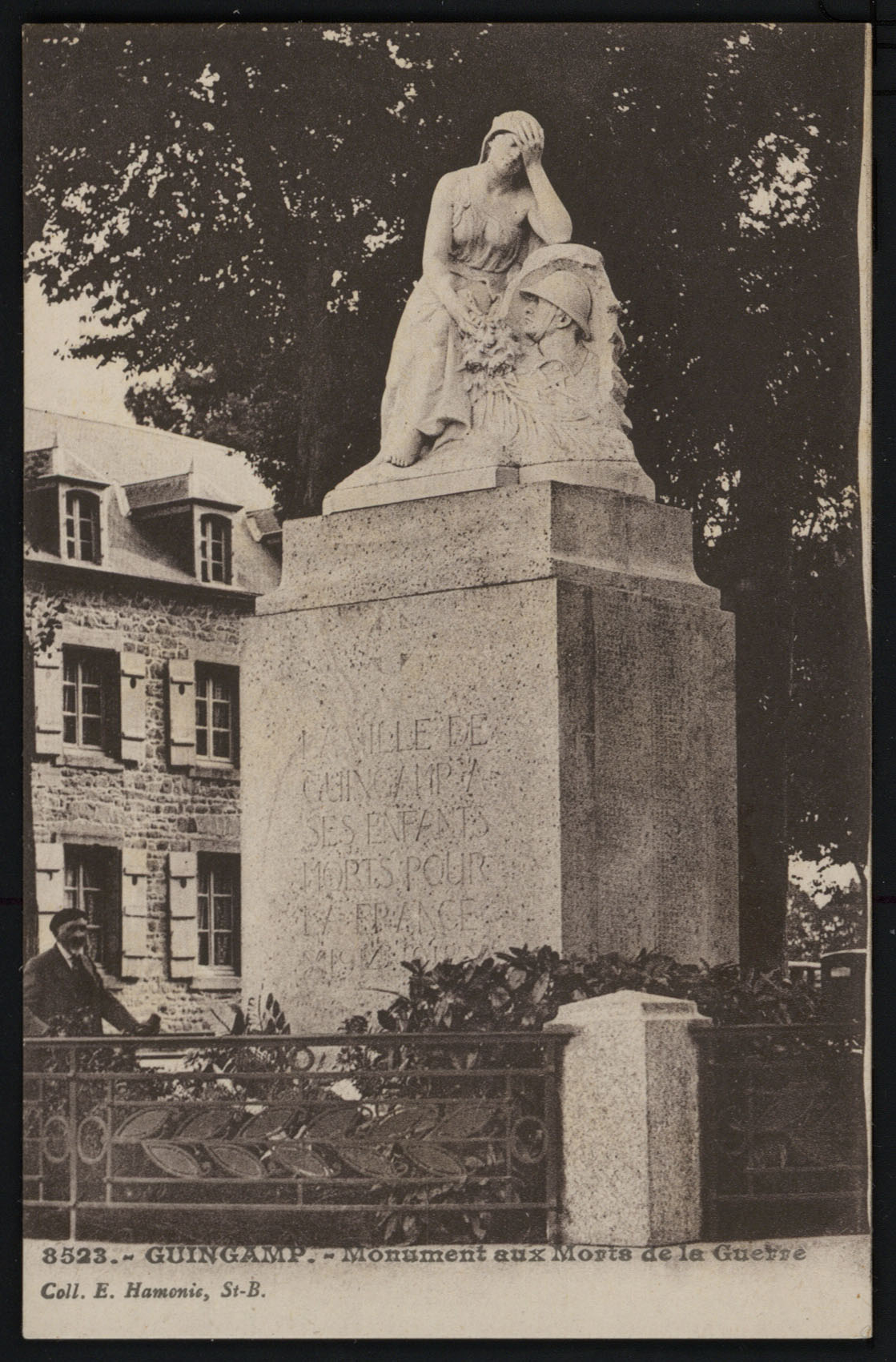
Monument aux morts de Guingamp (1924).
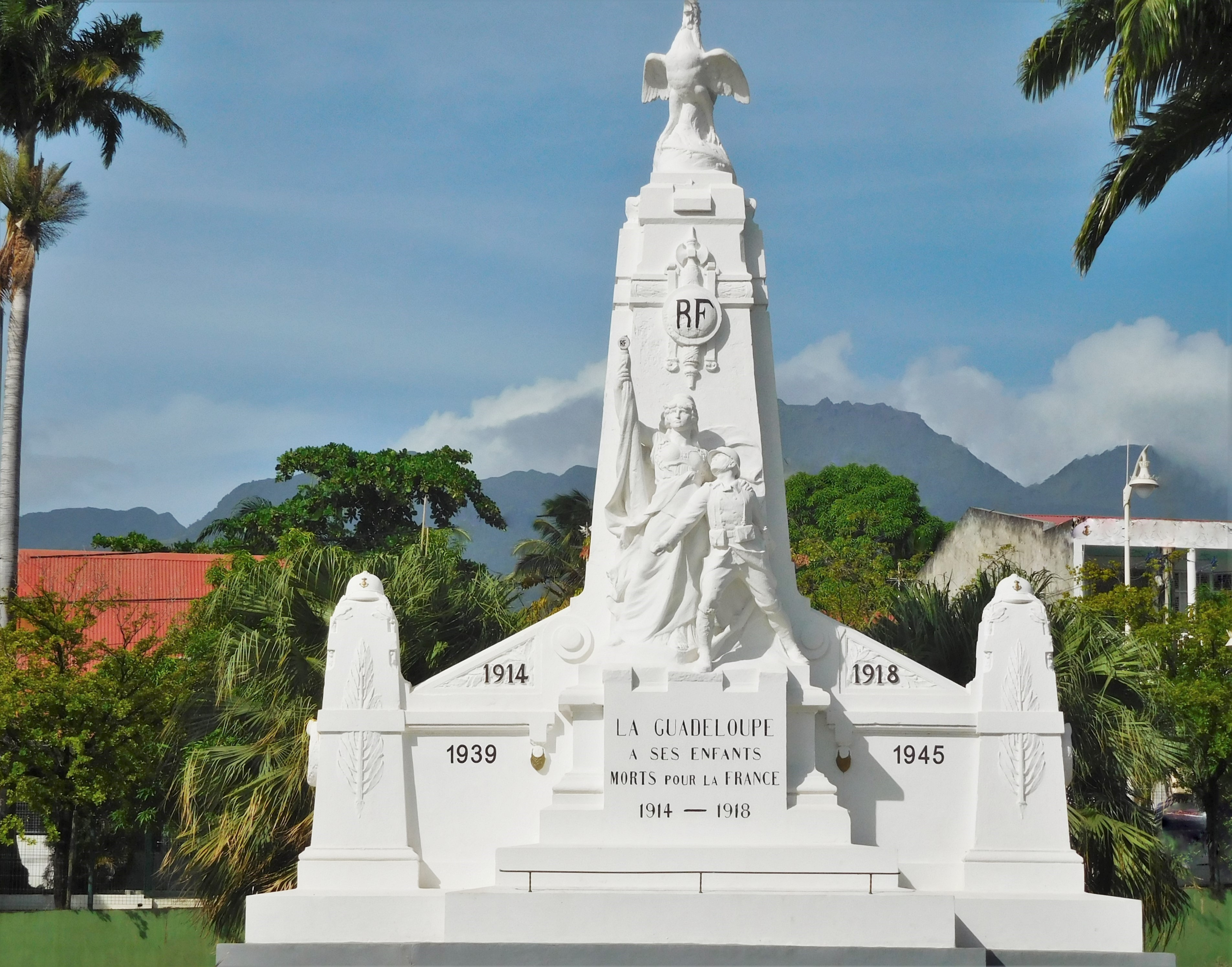
La Nation Victorieuse (1926), Basse-Terre.

## Salons
- Salon des artistes français :
  - 1898 : Coq gaulois, fonte de fer éditée par le Val d'Osne.
  - 1921 : La Douloureuse, plâtre, no 3548.
  - 1922 : La Douloureuse, pierre calcaire no 3313.

## Distinctions
- 1891 : mention honorable au Salon des artistes français.
- 1900 : chevalier de la Légion d'honneur[7].